# Welcome to New York (chanson)
Pour les articles homonymes, voir Welcome to New York.
Singles de Taylor Swift
Shake It Off
(2014)
Welcome to New York est une chanson de l'auteure-compositrice-interprète américaine Taylor Swift. Elle est sortie comme single promotionnel le 20 octobre 2014, afin de promouvoir son cinquième album studio 1989. Cette chanson a reçu des critiques mitigées de la part des critiques musicaux ; certains disent que la chanson est "entraînante" et un "nouveau type d'hymne d'égalité", tandis que d'autres disent que la chanson est "ennuyeuse" et que les paroles sont trop dans le "cliché".

## Création et sortie
La chanson est sortie sur toutes les plateformes de téléchargement, ainsi que sur iTunes, le 20 octobre 2014. Elle est la première chanson qui figure sur le cinquième album de la chanteuse, 1989. Un jour avant sa sortie, Taylor a diffusé sur YouTube trente secondes de la chanson. Lors d'une interview avec E! Online, Taylor a expliqué : « New York a été un lieu important dans ma vie, ces dernières années. Vous savez, j'ai toujours rêvé de vivre à New York, j'étais obsédée par cette idée et je l'ai fait. L'inspiration que je trouve dans cette ville est très difficile à exprimer, et il est difficile de la comparer avec toutes les autres inspirations que j'ai eu dans ma vie. C'est une ville électrique. Lorsque j'ai emménagé là-bas, j'ai vu cet endroit comme étant une ville potentiellement pleine de possibilités. On peut l'entendre dans l'album, mais surtout dans cette chanson. »,. L'une des phrases de la chanson : « And you can want who you want / Boys and boys and girls and girls » (= Et tu peux désirer qui tu veux / Les garçons et les garçons, les filles et les filles, en français) démontre que Taylor soutient la communauté LGBT et multiculturalism].

## Composition
Welcome to New York est une chanson pop et synthpop, qui a été co-écrite par Taylor Swift et Ryan Tedder et produite par Taylor Swift, Ryan Tedder et Noel Zancanella. Elle dure trois minutes et trente-deux secondes.

## Critiques
Depuis sa sortie, Welcome to New York a reçu des critiques mitigées. Jim Farber, du New York Daily News, a déclaré : « Contrairement à beaucoup de chansons qui évoquent New York, la chanson de Taylor n'a pas le côté sophistiqué ou substantiel des chansons de Sinatra, Billy Joel ou encore Jay-Z/Alicia Keys. ». Jen Carlson, de Gothamist, a déclaré qu'il s'agissait de la "pire hymne new-yorkaise de tous les temps". Journaliste pour le Headline Planet, Brian Cantor a également déclaré que cette chanson était "futile, incohérente et impersonnelle ; elle ne fait qu'évoquer les clichés d'une grande ville". Un article du magazine Music Times a déclaré : « Cette chanson est trop enjouée et optimiste, sans raison particulière. Taylor, qui est surtout connue pour écrire des chansons profondes, raconte qu'une déception amoureuse ou autre est la cause de son arrivée à New York. ». Tom Barnes, du Mic Music, a expliqué que "les paroles sont ineptes et la musique est ennuyeuse". Esther Zuckerman, du Entertainment Weekly, a déclaré : « La chanson rend hommage à cette ville...mais ne fait qu'effleurer la surface. ». Nate Scott, du USA Today, a expliqué : « Cette chanson sera la prochaine hymne new-yorkaise. Elle marche bien parce que Taylor Swift est le genre d'artiste qui se moque des clichés. Elle chante seulement ce qu'elle vit : elle vient de s'installer à New York et, elle a senti qu'en emménageant dans une grande ville, sa vie allait changer. ». Jason Lipshutz, du Billboard, a donné trois étoiles sur cinq à cette chanson en déclarant : « Ce que Taylor Swift a expérimenté en emménageant à New York est très certainement différent de tout ce qu'ont expérimenté ceux qui se sont installés là-bas. Certains ont dû se trouver un travail postuniversitaire pour pouvoir vivre dans cette grande ville. Alors que Taylor ne fait qu'admirer le côté "rayonnant", elle ne voit pas les rats du métro ou les appartements de la taille d'un placard [...] Cependant, sa vision de la Big Apple est très bien dans le contexte de nos jours ou celui des années 80. ».

## Classement hebdomadaire
| Classement (2014)                  | Meilleure position |
| ---------------------------------- | ------------------ |
| Nouvelle-Zélande Recorded Music NZ | 6                  |